# Христианство в Швейцарии
Христианство в Швейцарии — самая распространённая религия в стране.
По данным исследовательского центра Pew Research Center в 2010 году в Швейцарии проживало 6,35 млн христиан, которые составляли 82,9 % населения этой страны. Жан-Франсуа Майер оценивает долю христиан в 2010 году в 82,3 % (6,23 млн верующих).
Крупнейшими направлениями христианства в стране являются католицизм и протестантизм. В 2000 году в Швейцарии действовало 5,5 тыс. христианских церквей и мест богослужения, принадлежащих 206 различным христианским деноминациям.
Помимо швейцарцев, христианами также являются большинство живущих в стране итальянцев, немцев, сербов, португальцев, испанцев, македонцев, хорватов, австрийцев, англичан, цыган и др.
С 1971 года в стране действует Совет христианских церквей в Швейцарии. Консервативные евангельские церкви страны объединены в Швейцарский евангелический альянс, связанный со Всемирным евангельским альянсом.